# إجراء مستارد
إجراء مستارد (بالإنجليزية: Mustard procedure)‏ تم تطوير هذا الإجراء في عام 1963 من قبل الدكتور ويليام مستارد في مستشفى الأطفال المرضى في تورونتو، أونتاريو، كندا.
قام الدكتور مستارد، بدعم من مؤسسة القلب والسكتة الدماغية في كندا، بتطوير تقنية بديلة ومبسطة لإجراء سينينغ الذي استخدم لتصحيح عيب خلقي في القلب أدى إلى إنتاج أطفال مزرقون، تم اعتماد هذه التقنية من قبل جراحين آخرين وأصبحت العملية القياسية لـتبدل الكامل للشرايين الكبرى.
في سيرته الذاتية، يدعي جراح القلب الجنوب أفريقي كريستيان بارنارد أنه كان أول من أجرى العملية، مع مستارد بعد «عدة سنوات فقط».

## الخلفية
العيب يسمى تبديل الأوعية الكبيرة، أو تبديل الشرايين الكبيرة واختصارها (تي جي في / تي جي ا)، حتى أواخر الخمسينيات، وعملية سينينغ كانت الحالة الشائعة القاتلة، يتسبب الخلل في تدفق الدم من الرئتين ويعود مرة أخرى إلى الرئتين وتدفق الدم من الجسم ويعود مرة أخرى إلى الجسم، يحدث هذا؛ لأن الشريان الأبهري والشريان الرئوي الشريانان الرئيسيان الخارجان من القلب، مرتبطان بالحجرات الخطأ، يبدو الأطفال لونهم أزرق بسبب عدم وجود كمية كافية من الأوكسجين في أجسامهم.

## الإجراء
يسمح إجراء مستارد بالتصحيح الكلي تبديل الأوعية الكبيرة، يوظف الإجراء حيلة لإعادة توجيه تدفق الدم الشريان من الوريد الأجوف إلى الأذين الأيسر الذي يضخ الدم إلى البطين الأيسر الذي يضخ الدم المؤكسج إلى الرئتين، في القلب الطبيعي، يتم ضخ الدم غير المؤكسج في الرئتين عن طريق البطين الأيمن، ثم يتم توزيعها في جميع أنحاء الجسم عن طريق البطين الأيسر، في إجراء مستارد، يتم ضخ الدم إلى الرئتين عن طريق البطين الأيسر ويُنشر في جميع أنحاء الجسم عن طريق البطين الأيمن.

## التبديل الشرياني
تم استبدال إجراء المستارد بشكل واسع في أواخر الثمانينيات بعملية التبديل الشرياني، حيث تم إعادة الشرايين الأصلية إلى التدفق الطبيعي، بحيث يتم توصيل البطين الأيمن بالشريان الرئوي ويتم توصيل البطين الأيسر إلى الشريان الأبهري، لم تكن هذه الجراحة ممكنة قبل عام 1975 بسبب صعوبة إعادة زرع الشرايين التاجية التي تروي عضلة القلب(بالإنجليزية: myocardium)‏، وحتى بعد أن أجريت لأول مرة كانت النتائج ممتازة من عملية مستارد تعني أنها كانت فترة طويلة قبل اتخاذ عملية التبديل الشرياني.

## البقاء على المدى الطويل
حسّن إجراء مستارد معدل وفيات بنسبة 80 % في السنة الأولى من العمر إلى 80 % من البقاء على قيد الحياة في سن 20، تمتد دراسات المتابعة طويلة الأجل الآن لأكثر من 40 عامًا بعد العملية، وهناك العديد من المرضى يزدهرون في الخمسينات من العمر، مجموعة الفيسبوك، مستارد أو الناجين من إجراء سينينغ، عدة مئات من الناجين من جميع أنحاء العالم في العشرينات إلى الخمسينيات من العمر في مجتمع واحد، وتدعم البالغين المولودين مع تبديل الأوعية الكبيرة الذين خضعوا لعملية قلب مستارد أو سينينغ أو راستيلي أو نيكايدو.